# Bożena Truchanowska
Bożena Truchanowska (ur. 9 października 1929 w Kiwercach) – polska ilustratorka, malarka, rysowniczka, przedstawicielka Polskiej Szkoły Ilustracji. Od 1954 współpracowała z wiodącymi polskimi wydawnictwami, takimi jak Nasza Księgarnia, Ruch, Iskry, Czytelnik, Wydawnictwo Poznańskie. Zilustrowała około 90 książek pisarzy polskich i europejskich, m.in. baśnie Perraulta, Andersena, Wilde’a.
Jej mężem był Wiesław Majchrzak, z którym tworzyła artystyczny duet. Mimo wielu wspólnych projektów, wykształciła i zachowała własny, odrębny styl.

## Życiorys
Urodzona w 1929 w Kiwercach na Wołyniu. Córka Kazimierza Truchanowskiego. Wraz z rodzicami przeprowadziła się do Komorowa pod Warszawą. Później, w okresie okupacji, wyjechali w Góry Świętokrzyskie, odstępując dom rodzinie Szancerów. Po wojnie przeprowadzili się do Łodzi, wtedy Truchanowska zaczęła przejawiać zdolności artystyczne. Pierwsze ilustracje tworzyła do książek Hanny Januszewskiej.
Dzięki wstawiennictwu innego polskiego ilustratora, Jana Marcina Szancera, którego rodzinę ponownie spotkała w Łodzi, dostała się do warszawskiej Akademii Sztuk Pięknych, do pracowni malarskiej Jana Cybisa. W latach 1952–1953 była asystentką na Wydziale Grafiki. Studiowała grafikę warsztatową u Tadeusza Kulisiewicza, choć jak wspomina, nie przepadała za tą dziedziną sztuki i o wiele bardziej interesowała się ilustratorstwem:
To była blacha, trawienia, odbitki. I później nigdy do tego nie wróciłam. Wcale mnie to nie pociągało. Owszem, wielkim honorem było zrobić dyplom u Kulisiewicza, ale potem rzuciłam się w ten nowy rodzaj pracy dającej wielką satysfakcję, radość i pieniądze.
Artystka nie czuła także, by w owym czasie na akademii ilustracja była doceniana, zwłaszcza przez malarzy:
Starzy malarze traktowali nas z góry. Ktoś, kto malował krzesła albo akty kobiece, był artystą, o nas mówili „ta wasza praca to łatwizna, kolorowe sznurowadła”.
W 1955 obroniła dyplom z wyróżnieniem. W tym czasie tworzyła ilustracje już z mężem Wiesławem Majchrzakiem. Bezpośrednio po studiach zajęli się odnawianiem fasad zabytkowych kamienic. Komponowali głównie sgraffito, na warszawskiej Starówce, jak i na Starym Mieście w Lublinie, w Domie Złotnika. Dzieło na wspomnianej kamienicy zostało nagrodzone, docenił je także konserwator starówki warszawskiej i lubelskiej, Mieczysław Kuzma, dzięki którego wstawiennictwu małżeństwo otrzymało w Warszawie lokal służący za pracownię. Po latach ilustratorka tak wspominała wspólną pracę z mężem:
W pracowni się zmienialiśmy miejscami, raz ja rysowałam na dole, a Wiesław na antresoli, potem odwrotnie. Wiesław długo pracował, spóźniał się z terminami, czasem kilka miesięcy, pół roku, ja byłam szybsza. (…) w istocie byliśmy domowymi wyrobnikami, którzy pod pachą przynosili swoje prace do wydawnictwa. (…) honoraria były dobre, biedy nie cierpieliśmy, a na dodatek czuliśmy się doceniani. Kochaliśmy to, co robiliśmy. Dawano nam do pracy bardzo dobrą literaturę, chociaż bez możliwości wyboru (…). A ja cieszyłam się, kiedy trafił mi się ciekawy, ładny tekst.
Razem często pracowali dla wydawnictwa Nasza Księgarnia. Ilustrowali również dziecięce pismo „Płomyczek”, zaś osobno „Świerszczyk”, „Misia” i „Płomyk”. Przełomem w karierze Truchanowskiej okazała się propozycja Zbigniewa Rychlickiego, szefa redakcji graficznej Naszej Księgarni, by w pełni samodzielnie zilustrowała Kopciuszka Hanny Januszewskiej. Artystka tworzyła także pocztówki i plakaty, głównie dla wydawnictwa Ruch. W 1975 otrzymała Nagrodę Prezesa Rady Ministrów za twórczość dla dzieci i młodzieży.
Małżeństwo nie miało potomstwa, co pozwalało Truchanowskiej na większe zaangażowanie w pracę i pełne poświęcenie ilustrowaniu. Wieloletni związek z Majchrzakiem dobiegł końca, kiedy ten wyjawił, że jest biseksualny i wyprowadził się do swojego partnera. W latach 80. kryzys gospodarczy PRL skomplikował sytuację finansową Truchanowskiej, otrzymywała mniej zleceń. Artystka zmuszona była sprzedawać swoją kolekcję obrazów, a także własne dzieła, spośród których większość pozostaje w rękach prywatnych kolekcjonerów. Początek lat 90. i transformacja ustrojowa nie przyniosły polepszenia, gdyż polski rynek ilustracji znalazł się pod dużym wpływem stylistyk zachodnich i Disneya, zupełnie innych od Polskiej Szkoły Ilustracji.
W 2013 polska sekcja IBBY uhonorowała artystkę medalem w dziedzinie ilustracji książkowej, a w 2014 Ministerstwo Kultury i Dziedzictwa Narodowego przyznało jej medal Zasłużony Kulturze Gloria Artis.

## Twórczość
Razem z mężem Wiesławem Majchrzakiem często współpracowali przy tworzeniu całostronicowych ilustracji, które dopełniały się kompozycyjnie. Style Truchanowskiej i Majchrzaka były dość dekoracyjne, lecz pozostawały odrębne – ilustracje Truchanowskiej były o wiele bardziej malarskie. Charakteryzowały się nasyconymi kolorami, staranną kompozycją, liryzmem, subtelnością i lekkością. Efekty te uzyskiwała dzięki stosowaniu akwareli, zwłaszcza do teł. Kontrastowały one z elementami na pierwszych planach, które traktowała bardziej graficznie i z mocniejszym konturem.
Technika akwarelowa przybliżała jej wczesne prace do dzieł przyrodniczych innych znanych polskich ilustratorów: Zbigniewa Rychlickiego i Janusza Grabiańskiego. Wspólnie z Majchrzakiem zaliczani są do twórców Polskiej Szkoły Ilustracji, obok takich osób jak Bohdan Butenko, Olga Siemaszko czy Andrzej Strumiłło.

### Ilustracje baśniowe
Oboje debiutowali w 1956, tworząc ilustracje dla Baśni Grimmów wydanych przez Naszą Księgarnię. Cechowały się one nowoczesną kompozycją i mocnymi graficznie akcentami w deseniu ubiorów, zasłon itp. Inspirowane były XIX-wieczną grafiką i malarstwem niemieckim, co przejawiało się zwłaszcza w zastosowanej technice i delikatności konturu. Ilustracje te odznaczono srebrnym medalem na IV Targach w Lipsku (Internationale Buchkunst-Ausstellung).
Starodawny urok ilustracji artystka uzyskiwała dzięki subtelnej stylizacji historycznej, co widać w kompozycjach rysowanych piórkiem i tuszem do Cudownej mieszczki (1957), Okrętu w herbie (1960) i My, z bożej łaski król Anglii (1963), nawiązywaniu zwłaszcza do holenderskich martwych natur i malarstwa portretowego.
Graficzny styl Truchanowskiej widać w częściowo malowanych a częściowo rysowanych ilustracjach do Złotego koszyczka Hanny Januszewskiej z 1974, lub w czarno-białych już kompozycjach do Przez pawie oczko, również Januszewskiej, z 1969, czy Jakuba z frachtowca „Bujanka” Eleanor Farjeon z 1973. Mocny kontur, szrafowanie i zdecydowana kreska nadają pracom czytelności, nie zatracając przy tym sympatii i indywidualności przedstawionych postaci.
Bardziej rozpoznawalna malarskość artystki przejawia się w słynnych ilustracjach do Kopciuszka Januszewskiej czy Małego pokoju z książkami Farjeon z 1971. Posługując się akwarelą i gwaszem uzyskuje rozmyte plamy barwne i grę kolorem, wciąż stosuje przy tym delikatne pociągnięcia pędzla przy przedstawianiu filigranowych bohaterów książek. Pomimo bajkowego nastroju, jej dzieła pozostawały dalekie od infantylizmu i kiczu. Prawdopodobnie wynikało to z tego, że artystka nigdy nie przykładała większej wagi do ich odbioru przez same dzieci:
Malowaliśmy dla siebie, najważniejsze było, żeby podobało się w redakcji, żeby mnie się podobało, ale w ogóle nie przywiązywałam wagi do opinii dzieci.

### Eksploracja codzienności
Od lat 70. Truchanowska ilustrowała także teksty współczesne dla nastolatków, w których miała okazję odejść od baśniowej tematyki. Okazała się uważną obserwatorką ówczesnego życia – mody i obyczajów. Setki ilustracji stanowią zapis życia w realiach PRL-u, pokazując zwykłych młodych ludzi ubranych w dżinsy czy swetry, wykonujących codzienne czynności na tle blokowisk, przystanków, ciasnych mieszkań.
W Opowieści o Ewie Zbigniewa Brzozowskiego, wydanej w 1983, artystka skupia się na codzienności szpitalnej. Główna bohaterka książki, unieruchomiona w gipsie, spędza większość czasu w szpitalu, pogrążając się w smutku, ale i zwracając uwagę na niedostrzegane wcześniej fragmenty codzienności. Truchanowska wplata owe detale, jak pluszowy miś czy mały ptak, w większe kompozycje przepełnione szpitalnymi realiami: tabletkami, metalowymi ramami łóżek, tworząc przez to kontrast i uczucie napięcia między unieruchomionym światem bohaterki a światem zewnętrznym, przepełnionym akcją. Utrzymane w monochromatycznej, czarno-biało-szaro-błękitnej kolorystyce, tak różnej od wcześniejszych baśniowych dzieł artystki, ilustracje Opowieści... pełne są abstrakcyjnych, czasem surrealistycznych metafor, które wizualnie dopełniają historię, stając się niemal równoważne z tekstem.

## Publikacje

### Wspólne zWiesławem Majchrzakiem
- Cudna mieszczka, Wiktor Gomulicki, Nasza Księgarnia, 1957
- Okręt w herbie, Franciszek Fenikowski, Nasza Księgarnia, 1960
- Klimek i Klementynka, Maria Krüger, Nasza Księgarnia, 1964, wyd. II
- My, z bożej łaski król Anglii, George Bidwell, Nasza Księgarnia, 1963
- Mówiący dąb, George Sand, Nasza Księgarnia, 1963
- Podróże z Abrakadabrą, Jerzy Ros, Nasza Księgarnia, 1968, wyd. II

### Indywidualne
- Kopciuszek, Hanna Januszewska, wg Charlsa Perrault, seria „Moje książeczki”, Nasza Księgarnia
- Mały pokój z książkami, Edward Ardizzone, Eleanor Farjeon, 1971, wyd. I
- Złoty koszyczek, Hanna Januszewska, wg Charles’a Perrault, seria „Moje książeczki”, Nasza Księgarnia, 1974[5]

## Nagrody i wyróżnienia
- 1959 – IBA, Lipsk, Srebrny Medal: za ilustracje do Baśni, J. i W. Grimm, Nasza Księgarnia
- 1962 – Wystawa XV-lecie PRL, wyróżnienie
- 1962 – PTWK, wyróżnienie za ilustracje do książki Mówiący dąb, G. Sand, wyd. Nasza Księgarnia
- 1963 – IBA, Lipsk, wyróżnienie za ilustracje do książki Mówiący dąb, G. Sand, wyd. Nasza Księgarnia
- 1963 – PTWK, Nagroda za ilustracje do książki Zamek Siedmiu Dębów, J.A. Zaremba, wyd. Nasza Księgarnia
- 1964 – IBA, Lipsk, wyróżnienie za ilustracje do książki Zamek Siedmiu Dębów, J.A. Zaremba, Nasza Księgarnia
- 1965 – PTWK, wyróżnienie za ilustracje do książki Podróże z Abrakadabrą, J. Ros, wyd. Nasza Księgarnia
- 1965 – Wystawa Najpiękniejszej Książki Świata (Frankfurt n. M. NRF), wyróżnienie za ilustracje do książki Podróże z Abrakadabrą, wyd. Nasza Księgarnia
- 1965 – VIII Biennale Sztuki (São Paulo), Złoty Medal – zbiorowy dla prac wystawionych przez wydawnictwo Nasza Księgarnia
- 1975 – nagroda Prezesa Rady Ministrów za osiągnięcia artystyczne w dziedzinie ilustracji książkowej dla dzieci i młodzieży